# Carex edgariae
Carex edgariae är en halvgräsart som beskrevs av Bruce Gordon Hamlin. Carex edgariae ingår i släktet starrar, och familjen halvgräs. Inga underarter finns listade i Catalogue of Life.